# Чапля білошия
Чапля білошия (Ardea pacifica) — вид лелекоподібних птахів родини чаплевих (Ardeidae).

## Поширення
Вид трапляється на всій території Новій Гвінеї та Австралії, за винятком посушливих регіонів. Зареєстровані залітні особини у Новій Зеландії.

## Характеристика
Це велика чапля (до 90 см завдовжки), з темними крилами і тілом, і білою головою і шиєю. Проживає на прісноводних водно-болотних угідях та вологих луках. Живиться рибою, жабами, комахами і рептиліями. Гніздиться на сухих або живих деревах неподалік від прісноводних водно-болотних угідь.